# Sam Bellah
Samuel Harrison Bellah, plus connu sous le nom de Sam Bellah (né le 24 juin 1887 à Metz, Californie, et décédé le 9 janvier 1963 à Portland, Oregon) est un athlète américain, spécialiste des épreuves de saut.

## Biographie
Il participe aux Jeux olympiques de 1908 à Londres en s'alignant sur les épreuves de saut à la perche, de saut en longueur et de triple saut. Il y décroche respectivement les places de 6e, 12e et 17e. Quatre ans plus tard, il représente de nouveau les États-Unis lors des Jeux olympiques de 1912 à Stockholm. Il s'aligne exclusivement sur le concours de saut à la perche et obtient une 7e place en franchissant 3, 75 m. 
Bellah a représenté l'équipe d'athlétisme du Stanford Cardinal et le club olympique de San Francisco, puis le Multnomah Athletic Club de Portland. Il a été co-champion des États-Unis au saut à la perche en 1911 et seul champion en 1915.

## Palmarès
| Date | Compétition     | Lieu      | Résultat | Épreuve          | Marque  |
| ---- | --------------- | --------- | -------- | ---------------- | ------- |
| 1908 | Jeux olympiques | Londres   | 6e       | Saut à la perche | 3,50 m  |
| 1908 | Jeux olympiques | Londres   | 12e      | Saut en longueur | 6,64 m  |
| 1908 | Jeux olympiques | Londres   | 17e      | Triple saut      | 12,55 m |
| 1912 | Jeux olympiques | Stockholm | 7e       | Saut à la perche | 3,75 m  |

## Records
| Épreuve          | Marque | Lieu      | Date        |
| ---------------- | ------ | --------- | ----------- |
| Saut à la perche | 3,90 m | Palo Alto | 18 mai 1912 |
| Saut en longueur | 7,12 m | Boulder   | 27 mai 1910 |